# Vivarium (Tierhaltung)
Unter einem Vivarium versteht man eine Tierhaltungsanlage oder ein Gebäude zur Aufzucht und Pflege lebender, meist wechselwarmer Kleintiere in Aquarien, Terrarien oder Aquaterrarien. In der Antike wurde jede Form eines Tierparkes Vivarium (lateinisch: vivarium = „Behälter für lebende Tiere“) genannt.

## Verzeichnis wichtiger Vivarien im deutschsprachigen Raum

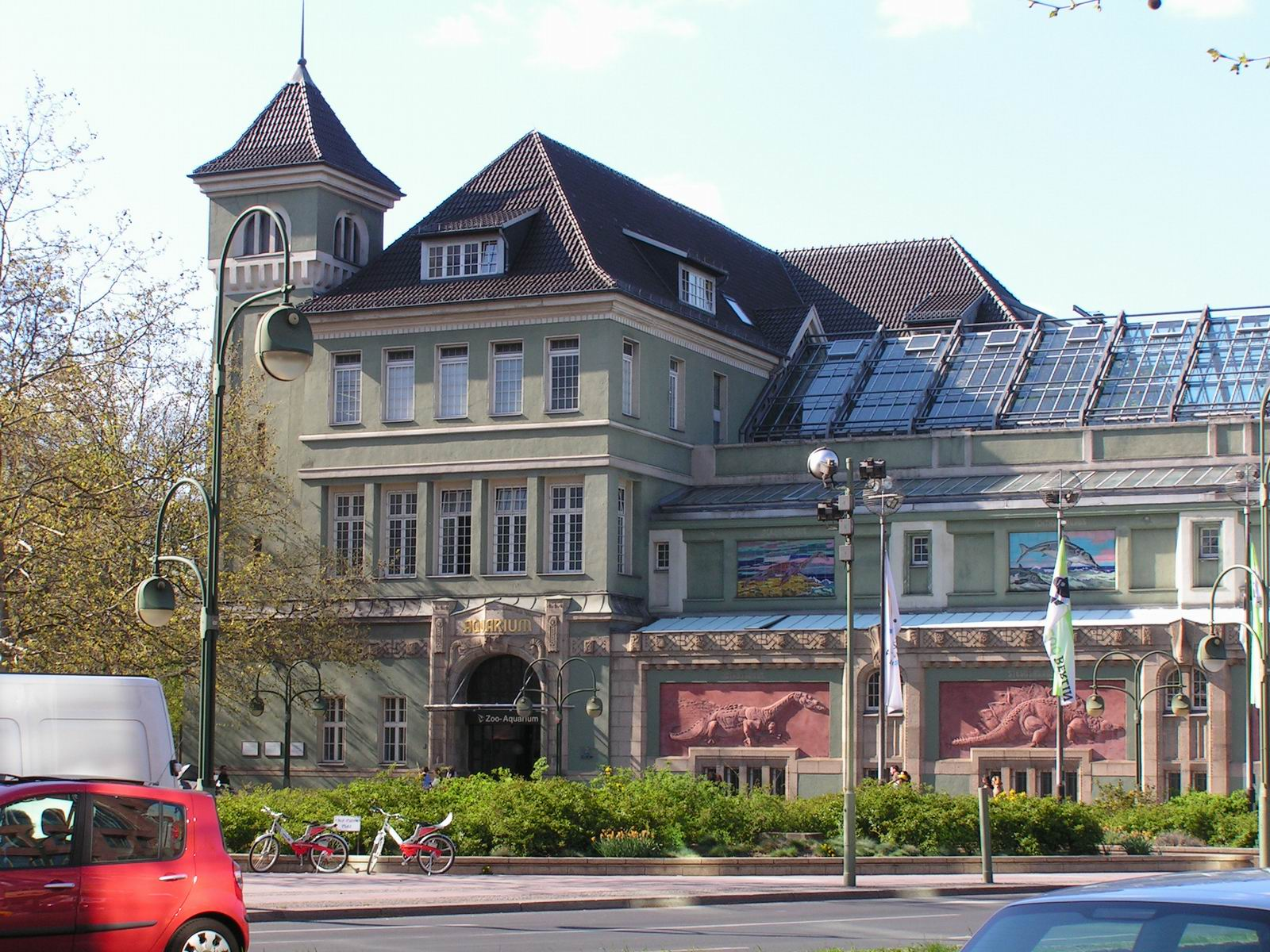
Aquarium des Berliner Zoos

### Deutschland
- Aquarium Berlin im Zoologischen Garten
- Tierpark und Fossilium Bochum
- Vivarium im Tierpark Chemnitz
- Vivarium Darmstadt
- Aquazoo – Löbbecke Museum Düsseldorf
- Exotarium im Zoo Frankfurt
- Tropen-Aquarium im Tierpark Hagenbeck, Hamburg
- Vivarium im Niedersächsischen Landesmuseum Hannover
- Vivarium im Staatlichen Museum für Naturkunde Karlsruhe
- Aquarium im Kölner Zoo
- Aquarium und Terrarium im Zoo Leipzig
- Exotarium Oberhof
- Aquarium in der Wilhelma, Stuttgart

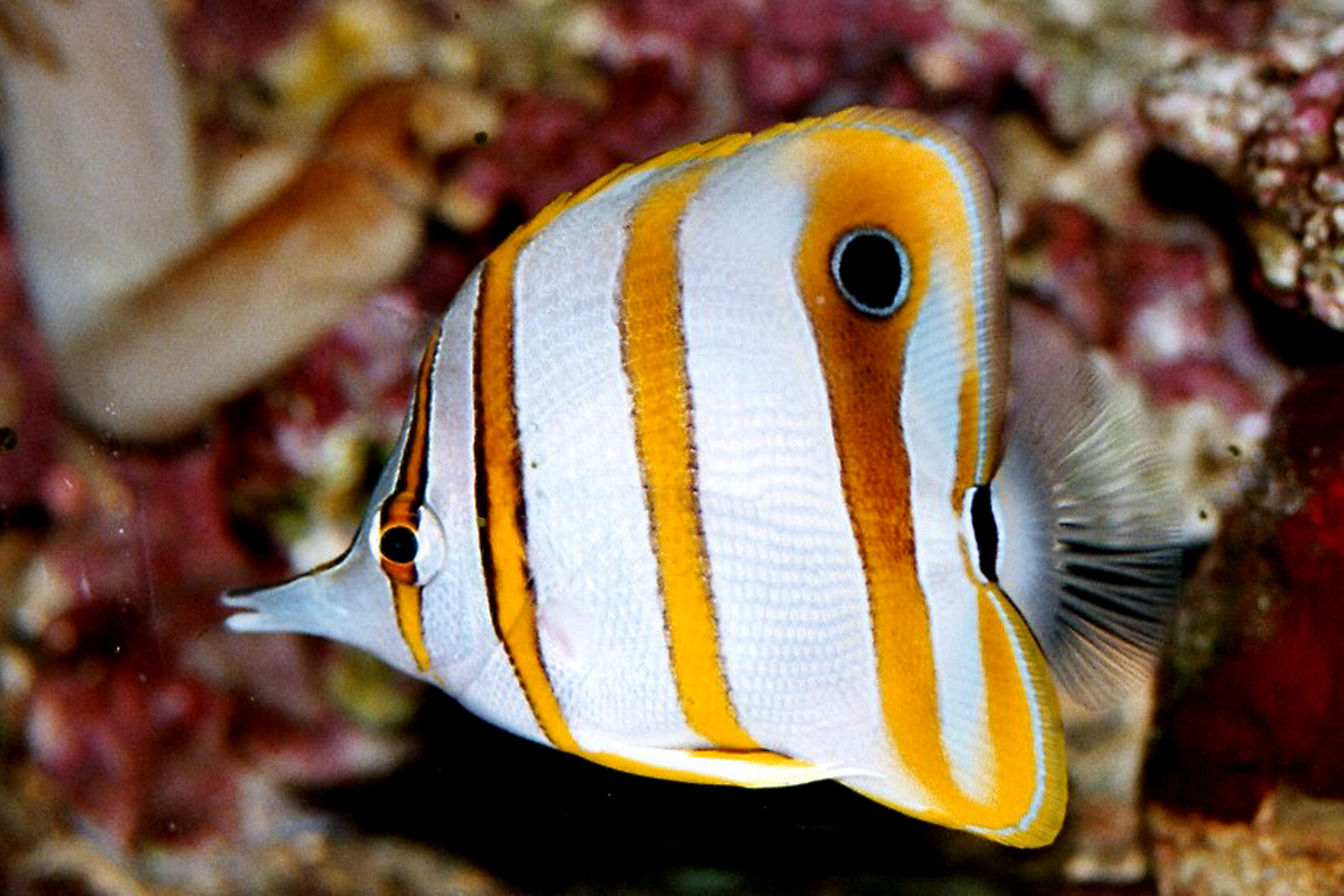
Kupferstreifen-Pinzettfisch im Aquarium

### Österreich
- Haus der Natur Salzburg
- Aquarien- und Terrarienhaus im Tiergarten Schönbrunn, Wien
- Vivarium im Wiener Prater (bis 1945)[1]
- Haus des Meeres Wien

### Schweiz
- Vivarium im Zoo Basel
- Vivarium im Tierpark Dählhölzli, Bern
- Exotarium im Zoo Zürich